# 北京北辰五洲大酒店

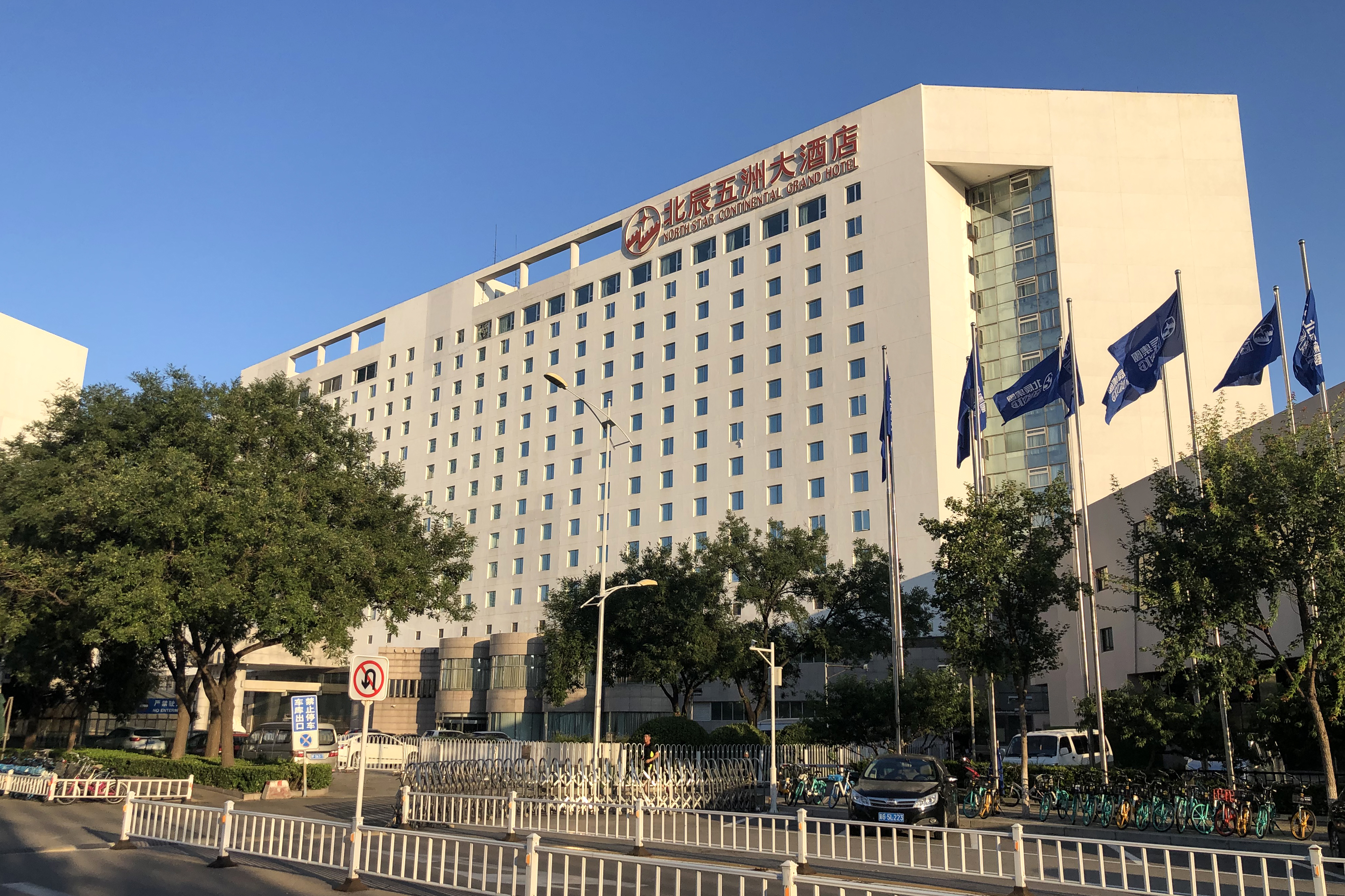
北辰五洲大酒店北侧

北京北辰五洲大酒店（英語：Beijing North Star Continental Grand Hotel），位于北京市朝阳区北辰东路8号。

## 简介

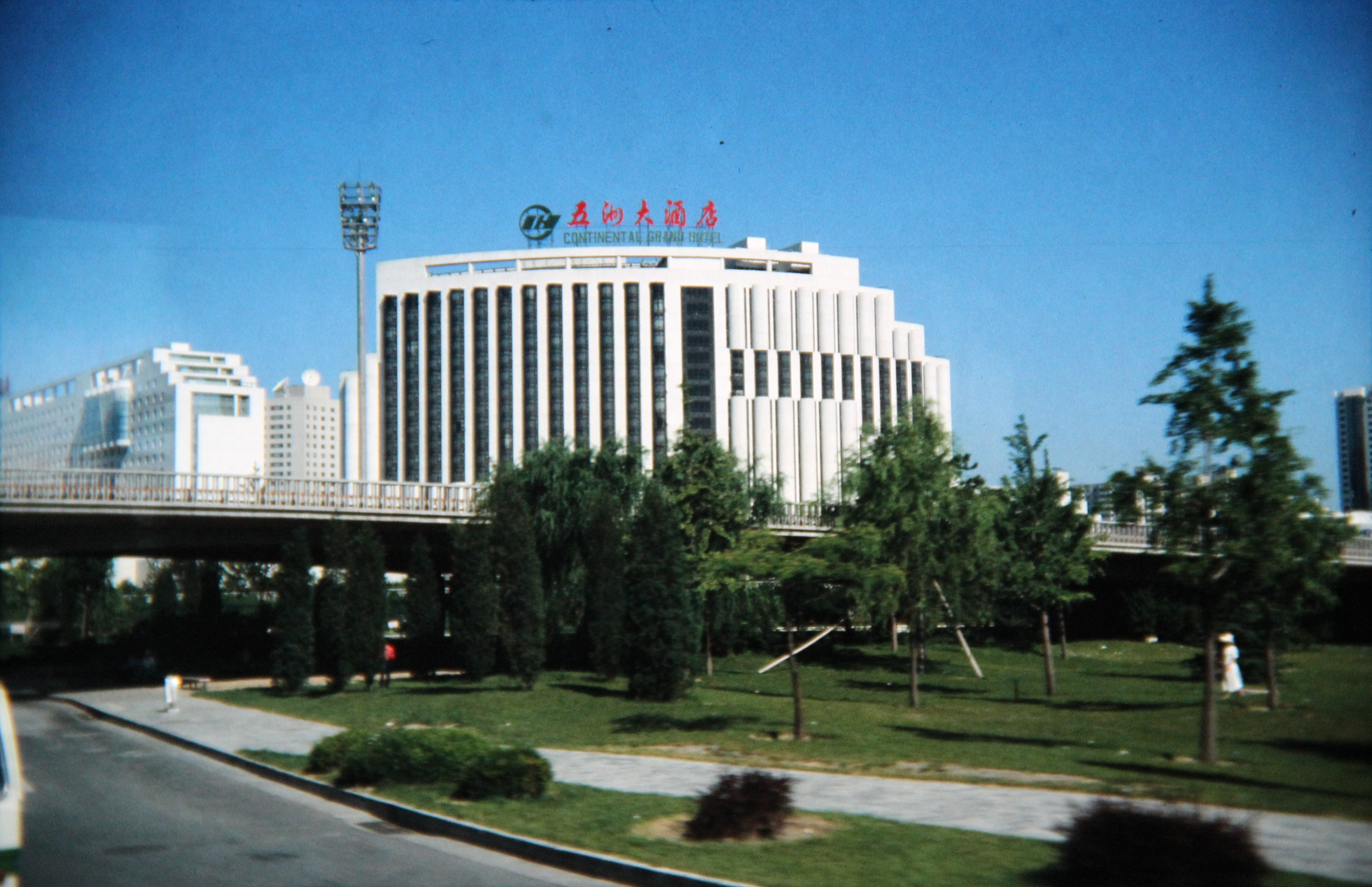
五洲大酒店（1991年摄）

北京北辰五洲大酒店原名北京五洲大酒店，是北京国际会议中心的配套酒店，1989年底试营业，1990年4月28日正式竣工。1990年，该酒店被用作第十一届亚运会“记者村”。此后，该酒店陆续接待过国际议员联盟大会、国际昆虫大会、联合国第4次世界妇女大会、第22届万国邮政联盟大会、国际数学家大会等国际国内活动。2014中国APEC峰会期间，该酒店是主办方向媒体记者推荐的酒店之一。
如今，该酒店隶属于北京北辰实业股份有限公司。